# 拟核

原核细胞中的拟核

擬核（英語：nucleoid；意指「與核相似」，又譯類核），也稱核區（nuclear region）、核體（nuclear body）或染色質體（chromatin body）。
存在於原核生物，是没有由核膜包被的细胞核，也没有染色体，只有一个位于形狀不規則且边界不明显区域的环形DNA分子。內含遺傳物質。裡面的核酸為雙股螺旋形式的環狀DNA，且同時具有多個相同的複製品。
实验显示，拟核的主要成分是占60%的DNA和少量RNA以及蛋白质。后两种成分主要是信使RNA和转录因子蛋白质。拟核蛋白质使核酸保持超螺旋结构，尽管在功能上与真核中的组蛋白类似，但实际上并不相同。
類核可於高倍數電子顯微鏡下觀測，外表並不一定，但可明顯與細胞質基質區分，有時還可見其中的DNA。若DNA經過福爾根染色（Feulgen stain）處理，那麼將使類核可見於光學顯微鏡中。